# 레비치비타 접속
레비치비타 접속(Levi-Civita接續, 영어: Levi-Civita connection)은 일반화 리만 다양체의 계량 텐서로 정의할 수 있는 아핀 접속이다. 이탈리아의 수학자 툴리오 레비치비타의 이름을 땄다.

## 정의 및 성질
일반화 리만 다양체 (즉, 리만 다양체 또는 유사 리만 다양체) {\displaystyle (M,g)}를 생각하자. 그렇다면 {\displaystyle M}의 레비치비타 접속 {\displaystyle \nabla }은 다음 두 조건을 만족하는 유일한 아핀 접속이다.
- (계량 텐서와의 호환성) {\displaystyle \nabla g=0}.
- (비틀림의 부재) 임의의 벡터장 {\displaystyle X}와 {\displaystyle Y}에 대하여, {\displaystyle \nabla _{X}Y-\nabla _{Y}X=[X,Y]}. 여기서 {\displaystyle [\cdot ,\cdot ]}은 리 괄호이다.

이 두 성질을 만족하는 아핀 접속은 유일하다는 사실을 보일 수 있다. 레비치비타 접속의 성분을 직접 계량 텐서와 그 도함수로 적으면 다음과 같다.
{\displaystyle (\nabla _{X}Y)^{i}=X^{k}(\partial _{k}Y^{i}+\Gamma _{jk}^{i}Y^{j})}.
여기서 {\displaystyle \Gamma _{jk}^{i}}는 (제2종) 크리스토펠 기호라 불리며, 다음과 같다.
{\displaystyle \Gamma _{jk}^{i}={\frac {1}{2}}\sum _{r}g^{ir}\left(\partial _{j}g_{rk}+\partial _{k}g_{jr}-\partial _{r}g_{jk}\right)}.
비틀림의 부재에 따라, 크리스토펠 기호는 {\displaystyle \Gamma _{jk}^{i}=\Gamma _{kj}^{i}}를 만족한다.

## 같이 보기
- 아핀 접속